# Бо (город)
Бо (англ. Bo) — второй по величине город в Сьерра-Леоне после столицы страны Фритауна. Столица и самый крупный город в Южной провинции Сьерра-Леоне. Город является административным центром округа Бо.

## История
Считается, что деревня племени менде существовала на этом месте с давних пор, но сегодняшний Бо был основан в 1889 году как станция железной дороги, соединявшей восточные и южные районы страны с главным портом Сьерра-Леоне — Фритауном. Благодаря своему удачному расположению город быстро развивался, в 1906 году была открыта средняя школа, а в 1930-м Бо стал столицей британского протектората Сьерра-Леоне, оставаясь в этом статусе вплоть до получения страной независимости в 1961 году.
Город был назван в честь щедрости его обитателей («бо-лор» в переводе с языка менде означает «это тебе»).

## География и климат
Бо расположен в центре Южной провинции, на высоте 93 метра над уровнем моря. Расстояние до Фритауна — 250 км, до Кенемы — 60 км. Крупные реки и водоёмы в окрестностях города отсутствуют.
Город находится в зоне субэкваториального климата, с отчётливо выраженными сухим (ноябрь — апрель) и дождливым (май — октябрь) сезонами. Несмотря на то, что Бо расположен в северном полушарии, наиболее тёплые месяцы — февраль, март и апрель, а прохладные — июль, август и сентябрь. Это объясняется преобладающими ветрами: летом и осенью муссоны с Атлантики несут дожди и прохладу, а зимой и весной с Сахары дует горячий и пыльный харматан.
| Показатель                    | Янв. | Фев. | Март | Апр. | Май  | Июнь | Июль | Авг. | Сен. | Окт. | Нояб. | Дек. | Год  |
| ----------------------------- | ---- | ---- | ---- | ---- | ---- | ---- | ---- | ---- | ---- | ---- | ----- | ---- | ---- |
| Средний суточный максимум, °C | 32,2 | 33,8 | 34,3 | 33,4 | 32,0 | 30,4 | 28,6 | 28,4 | 29,4 | 30,8 | 31,2  | 31,2 | 31,3 |
| Средняя температура, °C       | 25,4 | 26,6 | 27,3 | 27,3 | 26,5 | 25,6 | 24,7 | 24,4 | 24,9 | 25,5 | 25,9  | 25,4 | 25,8 |
| Средний суточный минимум, °C  | 19,2 | 20,3 | 20,5 | 22,0 | 22,1 | 21,9 | 21,9 | 21,9 | 21,7 | 21,5 | 21,5  | 20,3 | 21,2 |
| Норма осадков, мм             | 6    | 16   | 41   | 114  | 255  | 329  | 429  | 489  | 428  | 338  | 149   | 22   | 2616 |
| Источник: World Climate Home  |      |      |      |      |      |      |      |      |      |      |       |      |      |

## Население
Численность населения Бо быстро растёт — если в 2004 году в городе проживало 167 144 человек, то в 2013 — уже 243 266. Около 60 % горожан принадлежат к племени менде. В городе широко представлены все основные этнические группы Сьерра-Леоне, имеется большая либерийская община. Также в Бо проживает небольшая (около 500 человек), но очень влиятельная община выходцев из Ливана (так, например, спикер ливанского парламента Набих Берри родился в Бо).
Основной язык общения — крио, также широко распространён менде. Английским владеет незначительная часть горожан.
Около 60 % верующих являются мусульманами-суннитами, 40 % — христианами различных церквей. Среди и тех и других сильны анимистские верования.
Уровень преступности в городе высокий, распространены насильственные преступления, иностранцы часто становятся объектами грабежа.

## Экономика и транспорт
Бо является крупным центром торговли алмазами и золотом, служа экономическим и финансовым центром Южной провинции, хотя в последние годы, по мере исчерпания легкодоступных месторождений, фокус торговли алмазами смещается в Кенему, а золотом — в Макени.
Большая часть городского крупного и среднего бизнеса находится в руках представителей ливанской общины.
Бо связан асфальтированной дорогой, построенной уже после гражданской войны, с Фритауном и Кенемой. Остальные дороги в окрестностях города не имеют твёрдого покрытия и в сезон дождей практически непроходимы. Неподалёку от города находится муниципальный аэропорт (IATA: KBS, ICAO: GFBO), из которого выполняет рейсы во Фритаун, Кенему и Коно гвинейская авиакомпания Eagle Air.

## Проблемы города
Гражданская война нанесла Бо значительный ущерб, разрушив и без того находившуюся в упадке после ухода англичан инфраструктуру. Быстрый рост населения после войны усугубил проблемы. Системы водопровода, канализации и электроснабжения практически не действуют, состоятельные горожане пользуются дизель-генераторами и привозной водой. Уборка и вывоз мусора плохо организованы, что, наряду с низкой бытовой культурой местного населения, приводит к образованию на улицах города куч бытовых и пищевых отходов выше человеческого роста. С учётом жаркого и влажного климата это способствует широкому распространению холеры, брюшного тифа и желудочно-кишечных заболеваний. В городе и его окрестностях также часты случаи заболевания малярией и лихорадкой Ласса. Перед посещением города крайне рекомендуется сделать вакцинацию от жёлтой лихорадки.